# Taibainus
Taibainus shanensis és una espècie d'aranya araneomorfa de la subfamília dels erigonins, dins de la família Linyphiidae. És l'únic membre del gènere monotípic Taibainus.
Es poden trobar a Shaanxi a la Xina, a una altitud de 3050 metres al sud de Taibai Shan a les muntanyes Qinling.
Fou descrit per primera vegada per A. V. Tanasevitch l'any 2006,